# Synallaxis maranonica
Synallaxis maranonica là một loài chim trong họ Furnariidae.